# Ruhr-distriktet
Ruhr-distriktet, eller bare Ruhr, (tysk: Ruhrgebiet, Ruhrpott eller Kohlenpott) er en flerkernebyregion (konurbation) i delstaten Nordrhein-Westfalen i Tyskland, og består af flere store, tidligere industribyer mellem floderne Ruhr i syd, Rhinen i vest og Lippe i nord. 
Til Ruhr-distriktets byer tæller man de nu sammenvoksede større byer Bochum, Bottrop, Dortmund, Duisburg, Essen, Gelsenkirchen, Hagen, Hamm, Herne, Mülheim an der Ruhr og Oberhausen, der udgør ca. 4.435 kvadratkilometer. Tilsammen bor der i dette område omkring 5,3 millioner indbyggere, hvilket gør distriktet til det største sammenhængende byområde i Tyskland og det fjerdestørste på EU-plan efter Paris, London og Madrid.

## Historie

### Tidligste historie
Allerede romerne forsøgte at bosætte sig i området og oprettede i år 12 f. Kr. et borganlæg i nærheden af Duisburg for at forsvare sig mod germanske stammer. Området måtte dog opgives ved opgivelsen af det romerske kejserriges vestgrænse i 407, hvorefter germanere herskede i området.

### Middelalder og begyndende industrialisering
Ruhr-distriktet består af en række tidligere mindre middelalderlige byer, herunder også enkelte hansestæder. I det 18. århundrede var området hovedsageligt agerland med spredte købstæder. De største byer på dette tidspunkt var Duisburg og Dortmund med hver kun ca. 5000 indbyggere. Under den industrielle revolution gjorde de enorme forekomster af kul området til et industrielt kraftcenter i det tyske rige. Selv om man allerede i den tidlige middelalder havde opdaget kul i området, var det først i begyndelsen af det 19. århundrede og især i 2. halvdel af det 19. århundrede efter Tysklands samling i et kejserrige, at udviklingen i området for alvor tog fart.
Flere og flere kulminer blev bygget, og efterhånden som de første kulminer løb tør for kul, bevægede minebyggeriet sig længere ind i landet. Med minerne fulgte også et stort antal stålforarbejdningsfabrikker og mange tusinde arbejdere. De mange arbejdere har haft stor betydning for området, der altid har været en højborg for socialdemokratiet og andre venstreorienterede traditionelle arbejderpartier

### Århundredeskiftet og kontroverser med Frankrig
Ruhr-distriktets politiske betydning var enorm. Det var i dette område, at en stor del af den tyske krigsindustri skulle findes, og for franskmændene var det derfor et vigtigt område at få under kontrol. Efter 1. verdenskrig prøvede franskmændene uden held hårdnakket at få kontrol med det råstofrige distrikt. Under 2. verdenskrig i 1943 blev hele området udsat for massive bombeangreb fra allierede flyvere, især Dortmund og Duisburg blev hårdt ramt, og her blev mere end 65% af beboelsesejendommene totalt smadret. Bombardementerne har haft stor betydning for bybilledet, hvor man i dag ikke finder mange bygninger fra før 1945.

### Efterkrigstid
Ruhr-distriktets betydning for råstofleverancerne var en af de afgørende bevæggrunde for oprettelsen af Kul- og stål-unionen, forløberen for det europæiske fællesskab og senere EU.
Denne betydning begyndte dog at forsvinde i løbet af 1960´erne, og Ruhr-distriktet begyndte på dette tidspunkt en udvikling fra det industrielle til det postindustrielle. En udvikling som ikke er forløbet smertefrit, og som med stadige lukninger af kulminer fortsat skaber problemer i området.

## Geografi
Ruhr-distriktet er ikke et område defineret ud fra naturens rammer. Området består af menneskeskabte forhold som byer og industri. 37,6 procent af området er bebygget, 40,7 procent er landbrug, og 17,6 procent er skov. Selvom man på baggrund af satelitfotos kunne opfatte hele området som en stor by, så hænger de bebyggede områder ikke planmæssigt sammen som andre traditionelle byer. Ruhr-distriktet er især præget af den historiske udvikling og forekomsten af kul forskellige steder i området. De forskellige byer i området har udviklet sig uafhængigt af hinanden for til sidst at vokse mere og mere sammen.

## Økonomi
Det store skift fra kul- og stålproduktion til en mere moderne økonomi baseret hovedsageligt på finere elektronik og tjenesteydelser har præget Ruhr-distriktet i særlig høj grad. Der er dog stadig betydelige virksomheder, der beskæftiger sig med råstoffer. Således er ThyssenKrupp, Degussa og mineselskabet RAG Aktiengesellschaft stadig store firmaer i området.
Indenfor energisektoren skal RWE og E.ON Ruhrgas nævnes. De største aktører inden for tjenestehandelsområdet er Aldi-gruppen, Karstadt-Quelle samt Tengelmann-gruppen.
Disse store virksomheder ændrer dog ikke på, at det tidligere tunge industriområde stadig lider under den udvikling, der har gjort sværindustri i Europa urentabel. Arbejdsløsheden ligger på ca. 9,7 procent.

## Metropolregionen Rhein-Ruhr
Ruhr-distriktet betegnes også ofte som centrum i det, man med et fagudtryk kalder metropol-region Rhein-Ruhr. Metropolregionen Rhein-Ruhr er med sine 10.233.678 indbyggere en af de største i Europa, og den er klart Tysklands største. Rhein-Ruhr-regionen tæller udover de ovennævnte byer i Ruhr-distriktet bl.a. også Mönchengladbach, Köln, Bonn, Leverkusen, Hamm og Gummersbach. Regionen er et trafikalt knudepunkt af vital betydning for europæisk økonomi. Her mødes nogle af de vigtigste øst-vestgående og nord-sydgående motorveje. 

## Sport i Ruhr-distriktet
En række berømte tyske fodboldhold holder til i Ruhrdistriktet. Mange af klubberne har i perioder været helt i top i europæisk sammenhæng.
Fodboldhold i området, som i dag præger tysk fodbold, er bl.a.:
Bundesligahold FC Schalke 04 fra Gelsenkirchen, Borussia Dortmund, MSV Duisburg, 1. FC Köln, VfL Bochum, Leverkusen og Borussia Mönchengladbach
Andre berømte fodboldhold Rot-Weiss Essen, Sportfreunde Katernberg (Essen), Rot-Weiss Oberhausen, SG Wattenscheid 09 (Bochum), Westfalia Herne og SV Sodingen (Herne), Hammer Spielvereinigung, Spielvereinigung Erkenschwick, Fortuna Düsseldorf og Hamborn 07 (Duisburg)